# Хьюго: Звезда экрана
«Хьюго: Звезда экрана» (дат. Jungledyret Hugo - den store filmhelt) — второй фильм из серии «Хьюго из джунглей», созданный в 1996 году. Создателями фильма являются датский сценарист и режиссёр Флемминг Квист Мёллер, и кинокомпания A. Film A/S.

## Сюжет
Спустя некоторое время, когда Хьюго вернулся в джунгли, его лучшая подруга Рита никак не может его забыть своего лучшего друга, также как и не может забыть Конрад, беспринципный богач, который готов пойти на всё, чтобы вернуть Хьюго в Данию для съёмок фильма, где ему будет отведена главная роль. Он готов уничтожать джунгли, чтобы поймать Хьюго, путём истребления его среды обитания. Ему удаётся поймать Хьюго в джунглях Амазонки и увезти его в Данию. Более того, Хьюго даже соглашается на съёмки фильма. Рита узнала, что Хьюго вновь вернулся в Данию через птичку, имя которой не упомянуто в фильме, и находится в здании Конрада, где его насильно удерживают. Рита старается вразумить своего лучшего друга и вернуться в джунгли, ведь Хьюго, рождённый свободным, ни за что бы не променял родные джунгли на шоу-бизнес. В конечном итоге, Хьюго удаётся сбежать из заточения, и они начинают скитаться по всей Дании. Однако Конрад, одержимый этим зверьком, всячески старается его поймать.

## Главные герои

### Хьюго
Вымышленное существо, размером с кошку, внешне похож на олинго, шерсть жёлтого цвета. Согласно мультфильму, является уникальным, редким млекопитающим, известным как Hugus Primiticus. Имеет развитую кисть с противопоставленным большим пальцем и человекоподобные ступни. Прямоходящий, но для большей скорости может передвигаться на четвереньках. Хитёр, ловок, сообразителен, легко обманывает различных животных (котов, змей, белок…), но имеет детский нрав. Питается фруктами… и не только. О родителях ничего не известно. Его лучшая подруга — Рита.

### Рита
Городская рыжая лисичка. Лучшая подруга Хьюго. Добрая, расчётливая, в отличие от импульсивного Хьюго, и всегда трезво мыслит. Живёт в Копенгагене вместе со своими двумя младшими братьями и сестрой со своей матерью. Её отец ни разу не упомянут.

### Конрад Купманн
Богатый человек с ужасным характером, проживающий в Дании и имеющий второе гражданство на Багамских островах. Его главная цель в фильме — выкурить Хьюго из джунглей и отправить его на съёмки фильма в Данию.